# Londrina Esporte Clube
O Londrina Esporte Clube é um clube de futebol localizado na cidade de Londrina, no norte do estado brasileiro do Paraná. É um dos principais clubes do estado, o quarto clube em atividade com mais conquistas estaduais e o primeiro do interior, tendo sido fundado em 5 de abril de 1956.
Tendo como mando de campo o Estádio do Café, para cerca de 36.000 pessoas, clube com mais de 3.200 partidas disputadas, o Londrina ostenta as conquistas do Campeonato Brasileiro Série B de 1980 e da Primeira Liga do Brasil de 2017, além de cinco títulos do Campeonato Paranaense entre os seus títulos mais importantes, tendo como melhor participação no Campeonato Brasileiro - Série A o quarto lugar em 1977, sendo por essas façanhas o clube do interior paranaense mais bem sucedido.

## História

### Inicio
José Luciano de Andrade, antes de mudar-se para Londrina, vivia em Rolândia, onde fundou juntamente com seu irmão Luiz, um dos primeiros clubes profissionais do norte do Paraná, o Nacional de Rolândia. Quando soube que o time de Rolândia enfrentaria o Vasco da Gama, ele não vacilou. Tinha que ver este jogo de qualquer maneira. O Nacional venceu por 3x2.
Quando retornava a Londrina, ao lado do médico Wallid Kauss, surgiu a discussão: "Se Rolândia pode ter uma equipe capaz de enfrentar o Vasco em condições de igualdade, por que não poderia acontecer o mesmo em Londrina?"
A ideia era fascinante e merecia ser melhor debatida. Para isso, nada melhor que ao redor de uma mesa. Foram a um restaurante. Não poderiam ter feito escolha mais feliz, pois tão logo ficou sabendo do assunto, o proprietário do estabelecimento, Pietro Calloni, italiano fanático por futebol, juntou-se ao médico alemão e aos advogados mulatos (Doan Alvarez Gomes e José Luciano Andrade). Alguns dias depois, a quinta cadeira foi ocupada pelo gerente da agência do Banco do Brasil, Paulo Schmidt - um avalista de peso - que sugeriu o nome Londrina Futebol Clube, logo adotado.
A ideia era tão boa que pelo menos duas mesas do restaurante tinham de ser reservadas para aqueles malucos que estavam fundando um clube de futebol: o juiz Ismael Dornelles de Freitas, o médico Osvaldo Palhares, o professor Silveira Santos, Camilo Simões, Fioravante Bordin, Nicola Pagan, Algacir Penteado e Francisco Arrabal.

### Caminho para o progresso
E em Londrina, a história parecia apressada. Cerca de 25 times estavam registrados na Liga Regional de Futebol (amador) quando, numa quinta-feira, um número considerado de desportistas compareceu ao salão nobre do Hotel Monções para eleger a primeira diretoria do novo clube. O prefeito Antonio Fernandes Sobrinho e o secretário da Prefeitura, Mário Cunha, também estavam presentes. Depois de algumas horas de debates, o estatuto da agremiação e a composição da primeira diretoria foram aprovados. A Ata de Fundação foi redigida por Paulo Carvalho Braga e seu texto era, antes de tudo, formal, ou não seria uma Loa Ata: "Aos cinco dias do mês de abril de mil novecentos e cinqüenta e seis, às vinte horas, compareceram os a baixos assinados, os quais, de comum acordo deliberaram fundar um clube de futebol profissional e demais esportes, o qual recebeu o nome de Londrina Esporte Clube.
A composição da primeira diretoria apresentada por Wallid Kauss e eleita por aclamação, tinha nada menos que cinco "presidentes de honra" (que normalmente ficam muito honrados com o cargo mais pouco apitam): o prefeito Antonio Fernandes Sobrinho, o juiz Ismael Dorneles de Freitas, Julio Fuganti, Leônidas Rezende e Pietro Calloni.
Naquela mesma noite ocorreu também a primeira eleição de um técnico de time de futebol, que se tem notícia: isto mesmo, José Luciano de Andrade foi o escolhido (ele também acumularia o cargo de supervisor). Mas o clube que nascia não pensava em se restringir ao futebol e foi eleito também um diretor social: o então promotor Antonio de Silveira Santos.
Após ser lavrada a ata de fundação do novo clube, começava a parte mais difícil que seria arrecadar dinheiro, é criado um livro de ouro que foi aberto pelo Comendador Julio Fuganti com 50 mil cruzeiros, o total arrecadado foi em torno de  800 mil cruzeiros; a próxima tarefa seria conseguir jogadores, e para isso foram realizadas várias peneiradas com jogadores amadores locais, de onde surgiram: Rubinho, Nery, Valter, Pozzi, Zolan, Comida, Ioiô, Gino, Pinduca, Zezinho, Gatão e Lelé (que era de Londrina porém jogava no Britânia de Curitiba).
Não era o suficiente, então invadiram o mercado do Rio de Janeiro e trouxeram do Flamengo: Marinho Rodrigues, Rubens Cortez, Jorge Paulino, Paulinho, Alaor, Mauricio, Inácio, Tião e Jorge Davi; do Botafogo vieram Abel e Jaime, e de outros clubes cariocas, Osvado, Domingos, Jorge Carlos, Carvalho e Jota Alves.
No futebol Paulista foram até a Portuguesa Desportos e conseguiram trazer Mané, Valter II, Armandinho e depois Zé Carlos, bem como outros do interior. Estava assim formado o novo clube.
Em reunião extraordinária na sede da Federação Paranaense em Curitiba no dia 25 de junho de 1956, através do Boletim Oficial 75/56 - Resolução Nº 10 foi concedido o registro do Londrina F.C.
O depoimento de David dos Santos Filho é muito importante para esclarecer uma divergência com relação ao primeiro presidente do Londrina. O Fioravante Bordin foi eleito para o cargo, mas ele não era uma pessoa muito ligada ao futebol e afastou-se logo, alegando que tinha muitos negócios particulares, que não podia dedicar-se ao clube, Camilo Simões então assumiu o cargo.

### O primeiro jogo
O Londrina fez seu primeiro jogo com a Portuguesa Londrinense, um dos melhores times amadores da cidade, e venceu por 4x1. em 24 de junho de 1956. A multidão interrompe com aplausos quando sobre o verde do gramado, surge o azul e branco da camisa nunca usada. É o Londrina entrando em campo pela primeira vez. A massa de torcedores não iria poder, naquele primeiro jogo, festejar a vitória. Mas não saiu inteiramente frustrada, pois também não amargou a derrota. O jogo terminaria empatado em 1x1. Coube ao ponta direita Alaor, marcar o primeiro gol do Londrina. O amistoso foi contra o Corinthians de Presidente Prudente.
O primeiro torneio foi um quadrangular promovido pela Folha de Londrina que contou com o Nacional de Rolândia, a Sociedade Esportiva Uraí e a Portuguesa. A equipe paulista foi a campeã, ganhando os três jogos. O Londrina ficou em segundo.

### O primeiro título paranaense
Para chegar ao triangular que decidiu o título do Campeonato Paranaense de 1962, o Londrina inicialmente precisou vencer a Série Norte. A decisão desta etapa foi em Apucarana, que possuía uma excelente equipe.
A primeira partida da "melhor de quatro pontos" foi em Apucarana mesmo e terminou empatado em 1x1. Depois, no dia 3 de março de 1963, o Apucarana veio ao VGD e surpreendeu o time orientado pelo técnico Florial Garro, 2x1. Aureo e Santana marcaram para o time de Apucarana e Gauchinho fez o gol do Londrina. No dia 10 de março, de acordo com o planejamento da Federação, foi realizado a terceira partida em campo neutro: no Belfort Duarte. Apesar do Apucarana jogar apenas pelo empate, o Londrina entrou em campo tranquilo e venceu por 3x2.
Garantido o título do Norte Novo, o Londrina disputou a fase final do campeonato com o Coritiba (campeão do Sul) e Cambaraense (campeão do Norte Velho). A torcida mais uma vez sofreria um susto no início da decisão. No dia 7 de abril, o Londrina empatou em casa com a Cambaraense, tida como a equipe mais fraca das três que lutavam pelo caneco. O resultado final, de um jogo emocionante, foi 3 a 3.
Mas o Coritiba também tropeçou no obstáculo menosprezado, e só empatou com a Cambaraense. Assim quando veio jogar no VGD no dia 10 de abril, o Coritiba sabia que se tratava praticamente de uma decisão antecipada do título. Quem vencesse empurraria a cabeça do outro na lama. Foi mais fácil do que se esperava: Londrina 4x2.
A partida marcada contra o mesmo Coritiba, para o dia 21, era a oportunidade do Londrina conquistar o título antecipadamente, sem depender do resultado do jogo final em Cambará. E quem esperava um Londrina recuado, espantou-se. Desde o início o time procurou o gol e o resultado final foi a vitória do Londrina novamente por 4x2. O campo do estádio do Coritiba virou palco para a festa alvi-celeste.

### A Taça de Prata é nossa
Franchello havia perdido a eleição e o presidente era Durval Dias Ribeiro, que tomou posse no dia 6 de outubro de 1979, e tinha a seu lado outros novos dirigentes: João Nogueira de Castro, Arley Marroni, Rui Barbosa de Castro, Humberto Augusto da Silva, José Basso, José Begiato, José Granado Garcia, João Círio Biazzi, José Angelo Garcia, Huber da Guia Rosa, Ludnei Piceli, José Carlos Rocha, Rui Carneiro, Roberto Ventura, José Branco Delgado, Ivan Prado, Nasib Jabur, Moacir Mendes Leite, Walter Senhorinho, Luiz Carlos Miguita, Sebastião Simões, Carlos Roberto Scalassara, José Roberto Vezozzo, Marcio Antonio Ramondini, Osmar Mansano, José Antonio Adum Neto, Abilio Wolff Junior, José Eli Ferraz e Aldo Fossati. O técnico era o ex-jogador do Santos, Jair Bala, capixaba de Cachoeira de Itapemirim.
O Londrina foi o terceiro campeão da Segunda Divisão do Brasileirão, em 1980. Na conquista da Taça de Prata. O Londrina disputou onze jogos na primeira fase, passando pelos adversários Athletico-PR, Criciúma, Brasil de Pelotas, Juventude, Juventus, Chapecoense, Grêmio Maringá, Sampaio Corrêa, Anapolina e Bonsucesso.
Na semifinal veio o Botafogo-SP. O Londrina ganhou os dois jogos: 2x1 em Ribeirão Preto e 1x0 no Café.
A grande decisão foi contra o CSA. Houve empate no primeiro jogo, em Maceió, no dia 11 de maio. Paulinho marcou para o Londrina e Dentinho para os alagoanos.
O jogo final foi no Café, dia 15 de maio. O Londrina foi brilhante e goleou por 4x0. A torcida não se conteve e invadiu o campo três minutos antes do final. José Roberto Wright, o árbitro, entendeu a euforia e a festa foi total.
Paulinho marcou dois, Lívio e Zé Antônio  fizeram os outros dois gols. O público pagante foi de 36.489 pessoas. A renda, recorde, foi de Cr$ 2.400.280,00.
Além do técnico Jair Bala, integravam a comissão técnica o preparador físico Dartagnan Pinto Guedes, o preparador de goleiros Zeferino Paquini, o médico Jair Furlan, o massagista José Carlos Venturini, o enfermeiro Adair e o roupeiro Bernardo.
O Londrina teve a seguinte formação: Jorge, Toquinho, Gilberto, Fernando e Zé Antonio; Wanderley (André), Everton e Lívio; Zé Dias (Zé Roberto), Paulinho e Nivaldo.

### Campeão Paranaense de 1981
No futebol, o espaço entre o aplauso e a vaia é muito curto. E o campeão da Taça de Prata, Jair Bala caiu. O Londrina acabaria contratando outro ex-jogador do Santos, da "era Pelé": Urubatão Calvo Nunes, um temperamental, muitas vezes comparado a Floreal Garro, o treinador que levou o time ao título estadual de 1962. O preparador físico agora era Bebeto. Continuavam na comissão técnica Jair Furlan, Zeferino Pasquini, Venturini e Adair. Na diretoria, poucas alterações. Ézio Ivan Secco, cadidato da situação, foi eleito presidente e o departamento de futebol ganhou o reforço de Jacy Scaff.
O duro e sofrido jejum de títulos (do Campeonato Paranaense) durou exatos 18 anos, sete meses e oito dias. E, afinal, acabou no domingo, dia 29 de novembro de 1981, quando o Londrina, no estádio do Café tomado por 43.412 pagantes (e, calcula-se, dois mil penetras), derrotou o Grêmio Maringá por 2x1, e com todos os méritos, sagrou-se campeão.
Uma semana antes, a 100 km dali, na rival Maringá, o Tubarão conseguira o que parecia impossível: batera o seu velho rival por 3x2, depois de estar vencendo por 3x0, na primeira partida da decisão. Durante a semana, nas conversas na Avenida Paraná, centro nervoso dessa jovem cidade de 400 mil habitantes (na época), não se falava outra coisa.
Se lá na casa do adversário, vencemos, em casa a facilidade seria ainda maior. Terrível perigo, como ensina o passado do futebol. "Não podemos esquecer, do que aconteceu com a Seleção Brasileira em 50", advertiam os mais velhos. Excesso de cautela, quem sabe. Pelo sim, pelo não, no fundo nenhum londrinense duvidava: chegou a hora do LEC.
Assim, a festa tomou conta de Londrina desde a véspera. De sábado para domingo, poucos dormiram em paz. As buzinas e os tamborins soaram sem parar durante a madrugada. Nas lojas, esgotavam-se os tecidos azuis e brancos. Domingo cedo, enfim, começou a chover. E daí? Ao meio-dia, o estádio já estava quase cheio para a celebração tão esperada.
Iniciado o jogo, com renda recorde no estado - quase 10 milhões de cruzeiros -, as gargantas roucas de tanto carnaval antecipado esperavam aflitas o momento de gritar a vitória. Não demorou. Logo aos 14 minutos, o ponta direita Zé Dias penetrou pelo miolo e tocou para o artilheiro Paulinho que, na saída do goleiro, marcou o primeiro gol. Era a senha para a loucura. "É Campeão! É Campeão!", berrava-se sem parar. No segundo tempo, a indefinição durou até os 21 minutos. O jogo tomava um rumo nervoso, indefinido. Aí, ante o pedido em coro da massa, o técnico Urubatão resolveu colocar o atacante Carlos Alberto Garcia, ainda um ídolo da torcida.
Passavam-se dez minutos e Carlos Henrique era derrubado na esquerda. Ele próprio cobra a falta. A bola vem alta e, no meio de uma marulha de defensores do Maringá, quem mete a cabeça para fazer o gol da vitória e do campeonato? Carlos Alberto Garcia, o "Bem Amado". O time de Maringá reclamou uma falta que não houve. Na confusão, o zagueiro Osíris seria expulso. Não demora muito e o lateral Detti também leva cartão vermelho do árbitro Newton Martins. Se com 11, o Grêmio Maringá parecia sem forças para ameaçar o Londrina, que se diria com apenas nove?
Quando o final a partida acabou, milhares e milhares de felizes torcedores invadiram o gramado, de onde todos os jogadores fugiam assustados - exceto Paulinho, de quem tiraram camisa, chuteiras, meias, ataduras e calção, quase o obrigando a sair do campo pelado.

### Jacy Scaff fez o Londrina grande
Muita gente deixou seu nome marcado na história do clube. Cada um em sua época. Foram dirigentes como o grande e eterno presidente Carlos Antonio Franchello, jogadores como Gauchinho, Garcia e tantos outros. Mas um nome em especial, esteve presente no grande momento do Tubarão. No final da década de 1970 e início da década de 1980.
Jacy Scaff ingressou no futebol, após a união do Londrina com o Paraná Esporte Clube em 1969, atendendo o convite de David dos Santos Filho. De 1970 a 1972 foi diretor de futebol. Voltou a função em 74. No ano seguinte foi vice-presidente de Fernando Agudo Romão, assumindo a presidência no final do ano. Foi presidente no biênio 76/77 e a ele foi dado o maior mérito de ter colocado o Londrina no Campeonato Nacional. Implantou uma nova mentalidade no clube com a contratação de grandes jogadores, com a ampliação da sede campestre e a expansão social.
Seu sonho sempre foi transformar o Londrina no maior clube do Paraná. Foi diretor de futebol em 1980/81 e voltou a presidência na gestão de 1982/83. Jacy morreu em 1986, deixando uma grande lacuna no meio esportivo paranaense.

### Reestruturação
Outro nome importante na história do Londrina na década de 1980 é o do professor Cleber Tóffoli., que foi presidente do Londrina duas vezes. Na primeira de forma interina, no segundo ano da administração de Murilo Zamboni. Na segunda, Cleber cumpriu um mandato de três anos, saindo para concorrer a um cargo político. Foi presidente entre 85 a 89.
Seu melhor trabalho foi a de reestruturar a parte administrativa, promovendo um controle do quadro de associados, o que não exista.
No futebol, deu força total ao Júnior, que foi campeão estadual e foi base ao time profissional nos anos seguintes. Passou o departamento amador para a administração de empresários, com direito a 50% nas vendas dos passes.
Cleber trabalhou 10 anos pelo Londrina. Além de presidente, foi presidente e secretário do Conselho Deliberativo e vice-presidente do departamento amador.

### VGD, a casa do Londrina
A luta do Londrina para ficar com o estádio durou 30 anos. Começou em 1960 quando os vereadores vetaram o projeto de doação em comodato e houve até "enterro simbólico" dos edis, organizado por dirigentes e torcedores. Os anos de 1990 foram revelados vários jogadores (Élber, Fabinho, Paulo Foiane, Everson, Silvinho, Júnior Maringá, Neto, Luis Gustavo Turini, Cribari, Fábio Montezini, Aguinaldo, Fabinho, Helder, Douglas, entre outros) levando o nome do time para todo o Brasil e também para a Europa.
Com a construção do Café, em 1976, o VGD passou para segundo plano e o Londrina fortaleceu o movimento para ganhar o estádio.
No dia 6 de setembro de 1990, o Prefeito Antonio Belinati sancionou a lei 4.312 e o estádio passou para o clube. Sua diretoria, comandada por Dorival Pagani, promoveu reformas e o estádio ganhou novo visual.

### Campeão Paranaense de 1992
| “ | Agora no Paraná, não existe mais o Trio de Ferro. Mas sim, um quarteto | ” |

A frase emocionada do técnico Varlei de Carvalho, logo após a vitória de 1 a 0 na terceira partida com o União Bandeirante. Vitória que garantiu o terceiro e mais difícil título paranaense de sua história. Com a conquista de 1992, que se juntou às de 1962 e 1981, o Londrina tornou-se o clube do interior que mais se aproxima dos clubes da capital.
A volta do Londrina forte, não é obra do acaso, mas sim de um multirão pela vitória que envolveu a prefeitura da cidade e alguns empresários. Assim o time recebeu um empurrão extra na fase final, que ultrapassou a casa dos 400 milhões de cruzeiros. Os resultados não tardaram a aparecer. O Tubarão devorou o Atlético Paranaense com uma vitória por 3 a 2 e uma derrota por 2 a 0 e novo triunfo nos pênaltis, por 4 a 3. O União Bandeirante era o último obstáculo na direção do título, e, com ele, havia um tabu: o Londrina não vencia o rival a quase 7 anos.
Foram necessárias três partidas, todas em Londrina (o estádio do União não atendia à exigência mínima de 15 mil lugares). Mas valeu a pena, com dois empates (0 a 0 e 2 a 2, com gol do zagueiro Márcio, no último minuto) e uma sofrida vitória de 1 a 0, o Tubarão fez de Londrina, a capital do futebol do Paraná.
A campanha do Tuba no Paranaense de 1992 foi: 30 jogos, 11 vitórias, 15 empates, 4 derrotas, 38 gols à favor e 24 contra. Tadeu e Cláudio José, com nove gols, foram os artilheiros do time.

### Copa do Brasil
Com o título Paranaense de 1992, o LEC ganhou uma vaga para disputar a Copa do Brasil de 1993, era sua estreia nesta competição. Foram seis jogos e fez bonito.
Primeiro enfrentou o Operário de Campo Grande, ganhou os dois jogos: 3x1 em Campo Grande e 2x0 em Londrina.
Depois veio o Internacional de Porto Alegre, que arrancou um empate de 1 a 1 no Estádio do Café. No segundo, no Beira-Rio, o Londrina surpreendeu todo mundo. Ganhou de 1 a 0, gol de Alécio, e provocou uma grande crise no time gaúcho.
Na terceira fase, o Londrina pegou o Flamengo. O primeiro jogo foi no Maracanã. Faltou um pouco mais de coragem ao Londrina, que perdeu por 1x0, gol de Nélio. No Estádio do Café, quase deu, mas não deu. O Londrina empatou por um gol e merecia ter vencido. Djalminha de falta marcou para o Flamengo e Alexandre também de falta empatou.
Como vice-campeão paranaense em 93 e 94, o Londrina sonhou com uma vaga na Copa do Brasil, mas não participou. Uma briga do presidente Onaireves Moura, da Federação Paranaense, com a CBF, tirou do Tubarão o direito de participação adquirido no campo.
Em 2010 , perdeu os dois jogos para o Uberaba, o primeiro em Uberaba por 1x0 e o segundo em seu campo por 2x0.

### Paranaense de 1997
Com pouco investimento, o Londrina de Caldarelli entrou no campeonato sem pretensões de brigar pelos primeiros postos. O que a torcida não esperava, entretanto, é que o time fosse ameaçado de rebaixamento.
Depois de 8 jogos e o forte risco de rebaixamento, a SAL voltou a comandar o clube, por indicação de Antonio Belinati. Caldarelli renunciou depois de um acordo com Belinati e com a AMETUR.
As mudanças foram profundas. Um novo time foi contratado mas mesmo assim o LEC não conseguiu ficar entre os oito primeiros para disputar o título. Foi para o Torneio Extra, intitulado de Torneio da Morte, para disputar 4 vagas de permanência na primeira divisão de 98, o que foi equilavente à 2ª Divisão, pois naquele ano não houve divisão de acesso.
Algumas más jornadas no início e o embalo depois. O Londrina terminou o torneio em primeiro e se garantiu no grupo de elite. O técnico da reação foi Varley de Carvalho, o mesmo que, em 92, deu ao Londrina o título paranaense.

### Título paranaense de 2014 e série D
Em 13 de abril de 2014, o Londrina e Maringá Futebol Clube travaram um duelo emocionante para decidir quem ficaria com o troféu do estadual de 2014. Ao final dos últimos 90 minutos e mais as cobranças de pênaltis, melhor para o Tubarão (4x3), que se consagrou Tetracampeão Paranaense após 22 anos. O LEC já havia levantado o caneco em 1962, 1981 e 1992. Em campo, as equipes empataram em 1x1, com gols de Maicon Silva, pelo Londrina, e Cristiano, pelo Maringá.
Disputando o campeonato nacional de 2014 da Série D, o LEC classificou-se para Campeonato Brasileiro - Série C de 2015, após o empate sem gols, com o Anapolina, no jogo de volta no dia 19 de outubro de 2014, enquanto o resultado no primeiro jogo, realizado nesta fase, obteve uma vitória por 2x0.

### Acesso para a Série B
Em 2015, conquistou o acesso no Campeonato Brasileiro Série C para a Série B de 2016 ao eliminar o Confiança.

### Título da Primeira Liga 2017
Disputada por 16 clubes - Flamengo, Fluminense, Cruzeiro, Atlético-MG, Grêmio, Internacional, América-MG, Avaí, Figueirense, Criciúma, Chapecoense, Joinville, Ceará, Brasil de Pelotas, Paraná e Londrina - a competição foi conquistada pelo Tubarão, de forma invicta. Na fase de grupos, vitórias sobre Figueirense, Avaí e Paraná. Nas quartas de final, triunfo por 2 a 0 sobre o Fluminense. Na sequência, vitória nos pênaltis por 3x1 sobre o Cruzeiro na semifinal, depois de conseguir o empate no segundo tempo com dois gols - um deles no último minuto de jogo. E, na final, sagrou-se campeão em cima do Atlético Mineiro, após empate em 0x0 no tempo normal e vitória nos pênaltis por 4x2.

## Estatísticas

### Participações
|  | Participações em 2025 |

| Competição | Competição                          | Temporadas | Melhor campanha         | Estreia | Última | P | R |
| Paraná     | Campeonato Paranaense               | 65         | Campeão (5 vezes)       | 1957    | 2025   |   | 2 |
| Paraná     | Série Prata (2ª Divisão Paranaense) | 4          | Campeão (3 vezes)       | 1997    | 2011   | 3 | – |
|            | Primeira Liga                       | 1          | Campeão (2017)          | 2017    | 2017   |   |   |
| Brasil     | Campeonato Brasileiro               | 8          | 4º colocado (1977)      | 1963    | 1982   |   | – |
| Brasil     | Série B                             | 24         | Campeão (1980)          | 1971    | 2023   | 1 | 3 |
| Brasil     | Série C                             | 5          | Vice-campeão (2015)     | 2005    | 2025   | 2 | – |
| Brasil     | Série D                             | 3          | 3º colocado (2014)      | 2009    | 2014   | 1 |   |
| Brasil     | Copa do Brasil                      | 15         | Quartas de final (1993) | 1993    | 2023   |   |   |

### Maiores públicos
- Jogos no Estádio do Café:

1. Londrina 1x0 Corinthians, 54.178, 15 de fevereiro de 1978.
2. Londrina 1x1 Flamengo, 50.000, 22 de agosto de 1976.
3. Londrina 1x1 Flamengo, 45.094, 21 de novembro de 1979.
4. Londrina 2x1 Grêmio Maringá, 43.412, 29 de novembro de 1981.
5. Londrina 3x1 Grêmio Maringá, 40.012, 31 de março de 1991.
6. Londrina 0x0 Santos, 33.636, 28 de março de 1982.
7. Londrina 0x1 Coritiba, 30.098, 3 de março de 2013.
8. Londrina 1x0 Confiança, 29.996, 18 de outubro de 2015.
9. Londrina 0x0 São Paulo, 28.319, 1 de setembro de 1976.
10. Londrina 1x1 Cruzeiro, 27.155, 16 de setembro de 1976.
11. Londrina 2x2 Atlético-MG, 25.568, 1 de março de 1978.
12. Londrina 1x0 Botafogo, 24.511, 19 de setembro de 1976.
13. Londrina 1x2 CRB, 24.225, 16 de novembro de 2018.
14. Londrina 6x2 Santa Cruz, 23.983, 15 de novembro de 1979.
15. Londrina 2x2 Vasco da Gama, 20.864, 20 de novembro de 1977.
16. Londrina 3x1 Vila Nova, 20.299, 30 de outubro de 1977.
17. Londrina 1x2 Goytacaz, 19.890, 2 de novembro de 1977.

## Rivalidades
Grêmio Maringá
O "Clássico do Café" é o termo usado para se referir ao maior confronto do interior do Paraná realizado entre Londrina Esporte Clube (LEC) e o Grêmio Maringá. O clássico tem base na rivalidade histórica entre ambas as cidades localizadas no norte do Paraná, que são conhecidas por sua produção de café.
Paraná Clube
Além dos clássicos históricos regionais, existe também rivalidade crescente com o Paraná Clube, da capital Curitiba, por conta de disputas no Século XXI em competições estaduais e nacionais, nas quais os dois clubes disputam posições acirradamente.  Essa rivalidade tem raízes profundas no futebol paranaense e tem produzido momentos memoráveis ao longo dos anos protagonizando uma disputa entre capital e interior.
Operário Ferroviário
A Rivalidade entre Londrina Esporte Clube e Operário Ferroviário Esporte Clube é uma das mais intensas e históricas no cenário do futebol do estado do Paraná. Esses dois clubes têm uma forte base de torcedores nas cidades de Londrina e Ponta Grossa, respectivamente, o que aumenta a rivalidade entre eles. A rivalidade é alimentada não apenas pela questão geográfica, mas também pela competição em diversos campeonatos recentemente.

## Títulos
| NACIONAIS      | NACIONAIS                          | NACIONAIS | NACIONAIS                                                                                             |
|                | Competição                         | Títulos   | Temporadas                                                                                            |
| -------------- | ---------------------------------- | --------- | --- |
|                | Campeonato Brasileiro - Série B    | 1         | 1980                                                                                                  |
| INTERESTADUAIS |                                    |           | |
|                | Competição                         | Títulos   | Temporadas                                                                                            |
|                | Primeira Liga                      | 1         | 2017                                                                                                  |
| ESTADUAIS      |                                    |           | |
|                | Competição                         | Títulos   | Temporadas                                                                                            |
|                | Campeonato Paranaense              | 5         | 1962, 1981, 1992, 2014 e 2021                                                                         |
|                | Copa FPF                           | 1         | 2008                                                                                                  |
|                | Campeonato Paranaense - 2ª Divisão | 3         | 1997, 1999 e 2011                                                                                     |
| MUNICIPAIS     |                                    |           | |
|                | Competição                         | Títulos   | Temporadas                                                                                            |
|                | Citadino de Londrina               | 17        | 1956, 1959, 1960, 1961, 1964, 1965, 1966, 1967, 1969, 1976, 1984, 1999, 2000, 2003, 2007, 2008 e 2010 |

Notas
 Campeão invicto

### Outras conquistas
- Campeonato Paranaense do Interior: 1957, 1959, 1962, 1972, 1976, 1981, 1982, 1983, 1986, 1992, 1993, 1994, 2001, 2013, 2015, 2016, 2017, 2019
- Torneio de Amizade (Federação Paranaense de Futebol): 1957.
- Torneio Osni Silveira: 1974.
- Quadrangular José Cadilhe de Oliveira: 1981.
- Torneio Jacy Scaff: 1985.
- Torneio Cidade de Curitiba: 1994.
- Torneio Laudo Natel: 1970
- Torneio Inicio  Norte- Paranaense:  1959
- Torneio Norte-Paranaense: 1959,1962,1973,

### Categorias de base
- Campeonato Paranaense de Juniores (Sub-20): 6 vezes - 1977, 1980, 1984, 1993, 1998 e 2014.
- Campeonato Taça Cidade de Londrina (Juniores):  2 vezes - 1994, 1995
- Campeonato Taça Cidade de São Paulo (Juniores):  3 colocação em 1995
- Campeonato Taça Monte Alegre de Minas (Juvenil): 2 vezes - 1994, 1995
- Campeonato Taça Dourados (Juvenil): 1 vez - 1995

## Estádios

### Estádio do Café

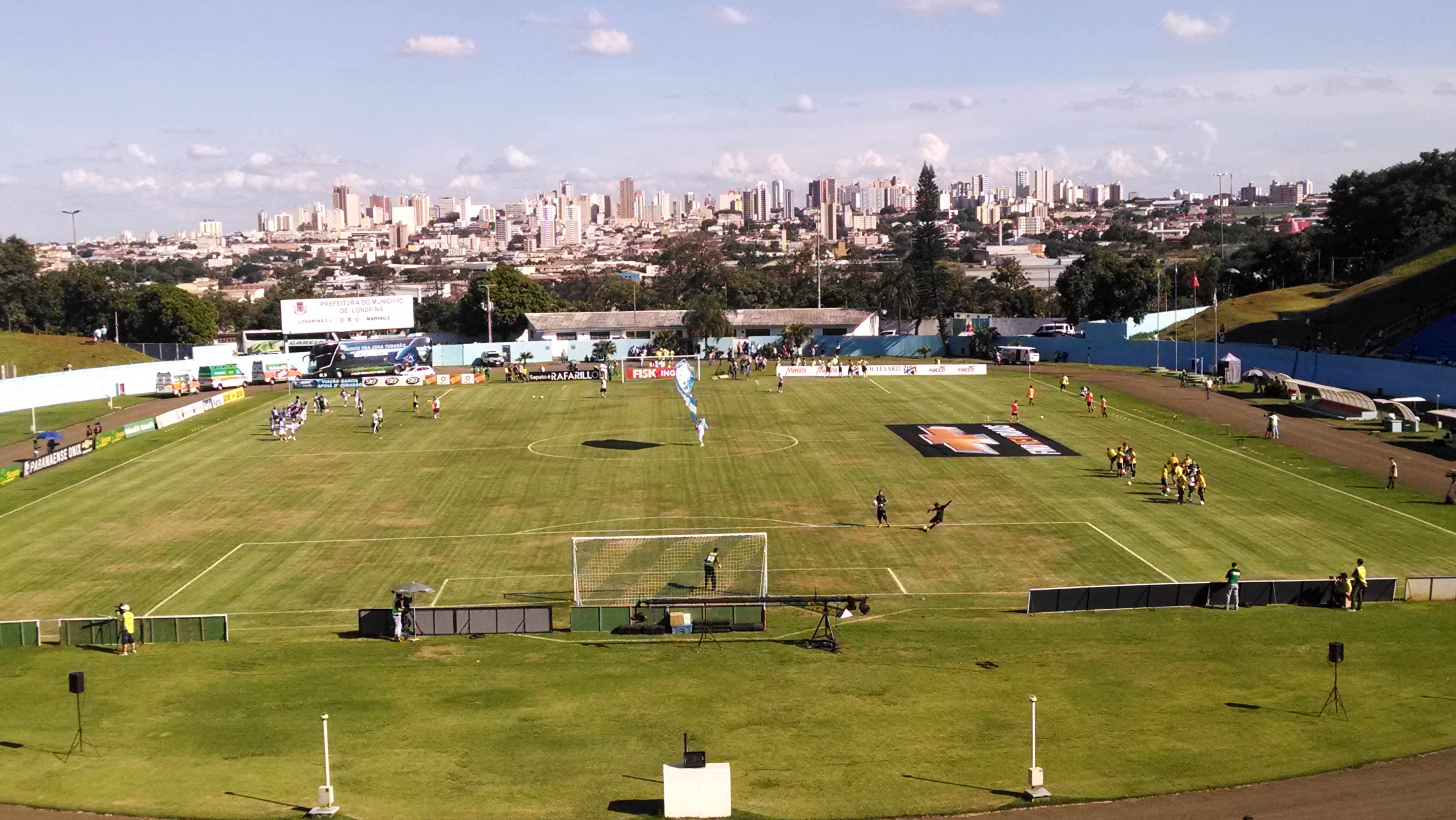
O Estádio do Café em dia de jogo do Londrina.

Estádio Jaci Scaff, popularmente chamado de Estádio do Café, foi construído às pressas para o Londrina entrar no grupo de elite do futebol brasileiro, pois estava confirmada a participação do LEC no Nacional de 1976. No dia 22 de Agosto de 1976 aconteceu a inauguração do Café, jogaram Flamengo e Londrina, a partida terminou empatada em 1x1.
Localizado a 04 km do centro da cidade, no setor norte, próximo ao Parque Ouro Verde, ao lado do Autódromo Internacional Ayrton Senna, tem capacidade para aproximadamente 40.000 torcedores, e seu sistema de iluminação é um dos mais modernos.
Possui também um amplo parque de estacionamento, entre outras benfeitorias. No ano de 2000, o Café foi palco principal do Torneio Pré-Olímpico de Futebol.

### Estádio VGD
Estádio Vitorino Gonçalves Dias, conhecido como VGD. Localizado no Centro de Londrina, o VGD, estádio com capacidade para 12.000 torcedores foi o local onde o Londrina Esporte Clube realizou suas partidas no Campeonato Paranaense de 2005.
Construído em 1947, o VGD passou por constantes reformas e ampliações, a maior delas no ano de 1956, quando 9000 metros foram incorporados ao antigo estádio.
No dia 6 de setembro de 1990, o estádio passou a ser patrimônio do Londrina Esporte Clube.

## Mascote
O jornalista Victor Grein Neto, inspirado no filme Tubarão, de Steven Spielberg, publicou nos jornais O Estado do Paraná e Tribuna do Paraná, manchetes que chamavam o Londrina de Tubarão. A repercussão começou após um amistoso contra a Catanduvense, realizado antes do Campeonato Paranaense de 1976. Para o jornalista, o Londrina "engoliria" todos os adversários naquele ano.
Já o radialista Rubens Fernando Cabral alega ser o dono da ideia. Segundo ele, o apelido surgiu depois das vitórias contra o 9 de Julho (5x1), Operário (4x1) e Grêmio Maringá (3x0) pelo Campeonato Paranaense. Cabral, na época na Rádio Clube, chegou a mandar confeccionar camisetas com um simpático tubarão.
Pelos documentos mostrados por Grein e a convicção nas palavras de Cabral, o jornalista J.Mateus, em seu livro “Londrina Esporte Clube - 40 Anos - Do Caçula Gigante ao Tubarão” preferiu fazer um julgamento nos padrões de Salomão: Victor Grein Neto é, de fato, o "pai" do mascote. Já Rubens Fernando Cabral o verdadeiro "padrinho" do tubarão.

## Jogadores históricos
- Ado[24]
- Paraná[25]
- Carlos Alberto Garcia[26]
- Éverton[27]
- Joel[28]

## Técnicos históricos
- Armando Renganeschi[29]
- Jair Bala[30]
- Claudio Tencati[31]

## Elenco atual
- Atualizado em 12 de Abril de 2025.

## Uniformes

### Uniformes anteriores

#### 2019
| 1 | 2 | 3 | 4 |

#### 2018
| 1 | 2 | 3 |

#### 2017
| 1 | 2 | 3 | Alternativo |

#### 2016
| 1 | 2 | 3 | 4 | Comb.4 | 5 |

#### 2015
| 1 | 2 | 3 | 4 |

#### 2014
| 1 | 2 | 3 |

#### 2013
| 1 | 2 | 3 | 4 |